# رود جد
رود جِد (به انگلیسی: Jed River) رودی است که در جزیره جنوبی نیوزیلند نیوزیلند قرار دارد و به اقیانوس آرام می‌ریزد.